# Cochylimorpha
Cochylimorpha is een geslacht van vlinders van de familie bladrollers (Tortricidae).

## Soorten
- C. acriapex (Razowski, 1967)
- C. additana (Kennel, 1901)
- C. africana Aarvik, 2010
- C. agenjoi (Razowski, 1963)
- C. alternana

Centauriebladroller (Stephens, 1834)
- C. alticolana (Razowski, 1964)
- C. amabilis (Meyrick, 1931)
- C. armeniana (Joannis, 1891)
- C. asiana (Kennel, 1899)
- C. blandana (Eversmann, 1844)
- C. brandti (Razowski, 1963)
- C. centralasiae (Razowski, 1964)
- C. clathrana (Staudinger, 1871)
- C. clathratana (Staudinger, 1880)
- C. clavana (Constant, 1888)
- C. coloratana (Kennel, 1899)
- C. conankinensis (Ge, 1992)
- C. cultana (Lederer, 1855)
- C. cuspidata (Ge, 1992)
- C. chionella (Schawerda, 1924)
- C. declivana (Kennel, 1901)
- C. decolorella (Zeller, 1839)
- C. despectana (Kennel, 1899)
- C. diana (Kennel, 1899)
- C. discolorana (Kennel, 1899)
- C. discopunctana (Eversmann, 1844)
- C. eberti (Razowski, 1967)
- C. eburneana (Kennel, 1899)
- C. elegans (Razowski, 1963)
- C. elongana (Fischer v. Roslerstamm, 1839)
- C. emiliana (Kennel, 1918)
- C. erlebachi Huemer & Trematerra, 1997
- C. exoterica (Meyrick, 1924)
- C. flaveola (Fal'kovich, 1963)
- C. fluens (Razowski, 1970)
- C. fucatana (Snellen, 1883)
- C. fucosa (Razowski, 1970)
- C. fuscimacula (Falkovitsh, 1963)
- C. gracilens (Ge, 1992)
- C. halophilana (Christoph, 1872)
- C. hapala (Diakonoff, 1984)
- C. hedemanniana (Snellen, 1883)
- C. hilarana (Herrich-Schäffer, 1851)
- C. ignicolorana Junnilainen & K. Nupponen, 2001

- C. innotatana (Warren, 1888)
- C. isocornutana (Razowski, 1964)
- C. jucundana (Treitschke, 1835)
- C. kurdistana (Amsel, 1959)
- C. lagara (Diakonoff, 1983)
- C. langeana (Kalchberg, 1898)
- C. lungtangensis (Razowski, 1964)
- C. maleropa (Meyrick, 1937)
- C. meridiana (Staudinger, 1859)
- C. meridiolana (Ragonot, 1894)
- C. mongolicana (Ragonot, 1894)
- C. monstrabilis (Razowski, 1970)
- C. montana (Razowski, 1967)
- C. moriutii (Kawabe, 1987)
- C. nankinensis (Razowski, 1964)
- C. nipponana (Razowski, 1977)
- C. nodulana (Moschler, 1862)
- C. nomadana (Erschoff, 1874)
- C. nuristana (Razowski, 1967)
- C. obliquana (Eversmann, 1844)
- C. pallens (Kuznetsov, 1966)
- C. perfusana (Guenee, 1845)
- C. perturbatana (Kennel, 1900)
- C. peucedana (Ragonot, 1889)
- C. peucedanana Ragonot, 1889
- C. pirizanica (Razowski, 1963)
- C. pseudoalternana (Chambon & Khous, 1993)
- C. pyramidana (Staudinger, 1871)
- C. salinarida Groenen & Larsen, 2003
- C. santolinana (Staudinger, 1871)
- C. scoptes (Razowski, 1984)
- C. scrophulana (Razowski, 1963)
- C. simulata (Razowski, 1970)
- C. sparsana (Staudinger, 1879)
- C. stataria (Razowski, 1970)
- C. straminea

Moerasbladroller (Haworth, 1811)
- C. subwoliniana (Danilevsky, 1962)
- C. tamerlana (Ragonot, 1894)
- C. tiraculana (Bassi & Scaramozzino, 1989)
- C. triangulifera (Kuznetsov, 1966)
- C. wiltshirei (Razowski, 1963)
- C. woliniana (Schleich, 1868)